# José Luis Rodríguez (labdarúgó, 1997)
José Luis Rodríguez Bebanz (Canelones, 1997. március 14. –) uruguayi korosztályos válogatott labdarúgó, a Nacional játékosa.

## Pályafutása

### Klubcsapatokban
2016. április 2-án debütált a Danubio csapatában a Racing Club de Montevideo elleni 1–1-re végződő bajnoki találkozón. A 2019–20-as szezonban kölcsönben az argentin Racing Club csapatánál töltötte, de csak a Talleres de Córdoba elleni bajnokin lépett csereként pályára. 2021. szeptember 13-án csatlakozott a Fénix csapatához, majd a Peñarol ellen debütált néhány nappal később. 2022 januárjában a Nacional csapatához igazolt.

### A válogatottban
Részt vett a 2017-es Dél-amerikai U20-as labdarúgó-bajnokságon és az U20-as labdarúgó-világbajnokságon, valamint a 2020-as CONMEBOL-olimpiai selejtezőtornán. Részt vett a 2022-es labdarúgó-világbajnokságon, de pályára nem lépett.

## Sikerei, díjai

### Klub
- Nacional
  - Uruguayi Primera División: 2022[12]

### Válogatott
- Uruguay U20
  - Dél-amerikai U20-as labdarúgó-bajnokság: 2017

- Uruguay U23
  - CONMEBOL-olimpiai selejtezőtorna: 2020